# Kõljala
Kõljala (tyska: Kölljall) är en by på Ösel i Estland. Den ligger i Ösels kommun i landskapet Saaremaa (Ösel), 170 kilometer sydväst om huvudstaden Tallinn. Antalet invånare är 214.
Kõljala ligger centralt på Ösel, 17 km nordöst om residensstaden Kuressaare, och i den del som före kommunreformen 2017 tillhörde Pihtla kommun. Terrängen runt Kõljala är mycket platt och byn ligger 19 meter över havet. Runt Kõljala är det mycket glesbefolkat, med 6 invånare per kvadratkilometer. I omgivningarna runt Kõljala växer i huvudsak blandskog.